# Fate: The Best of Death
Fate: The Best of Death es un álbum compilatorio de Death. Este contiene canciones de los discos:
- Scream Bloody Gore — 1987
- Leprosy — 1988
- Spiritual Healing — 1990
- Human — 1991

Esta era una colección de canciones de los cuatro primeros álbumes de Death controlada por Relativity Records, posteriormente adquirida por Sony Music Entertainment, y con licencia para Century Media en Alemania. Chuck Schuldiner no aprobó la disposición, las canciones o foto de la portada utilizada.

## Lista de canciones
1. "Zombie Ritual" – 4:32 (Scream Bloody Gore)
2. "Together as One" – 4:08 (Human)
3. "Open Casket" – 4:56 (Leprosy)
4. "Spiritual Healing" – 7:45 (Spiritual Healing)
5. "Mutilation" – 3:28 (Scream Bloody Gore)
6. "Suicide Machine" – 4:22 (Human)
7. "Altering the Future" – 5:36 (Spiritual Healing)
8. "Baptized in Blood" – 4:30 (Scream Bloody Gore)
9. "Left to Die" – 4:38 (Leprosy)
10. "Pull the Plug" – 4:27 (Leprosy)

- Datos: Q632841